# Christian Pulisic
Christian Mate Pulisic (/ˈmɑːteɪ pəˈlɪsɪk, ˈpʊlɪsɪtʃ/; sinh ngày 18 tháng 9 năm 1998) là một cầu thủ bóng đá chuyên nghiệp người Mỹ hiện đang thi đấu ở vị trí tiền vệ cánh hoặc tiền vệ tấn công cho câu lạc bộ Serie A AC Milan và đội tuyển bóng đá quốc gia Hoa Kỳ. Được đánh giá là một trong những cầu thủ Bắc Mỹ xuất sắc nhất mọi thời đại, anh được đặt biệt danh "Captain America" nhờ lối chơi giàu kỹ thuật, tốc độ, khả năng rê bóng xuất sắc và khả năng dứt điểm thần sầu của mình.
Là thành viên của đội trẻ Borussia Dortmund từ năm 2015, Pulisic bắt đầu thi đấu cho đội một trong mùa giải 2015–16. Tháng 4 năm 2016, Pulisic trở thành cầu thủ nước ngoài trẻ nhất ghi bàn tại Bundesliga. Cũng trong tháng này, anh cũng trở thành cầu thủ trẻ nhất lập cú đúp tại Bundesliga. Ngày 2 tháng 1 năm 2019, anh chuyển đến Chelsea với phí chuyển nhượng 73 triệu USD để trở thành cầu thủ Bắc Mỹ có giá trị chuyển nhượng cao nhất lịch sử.
Ngày 29 tháng 3 năm 2016, Pulisic có trận đấu đầu tiên cho đội tuyển Mỹ trong trận giao hữu với Guatemala. Anh trở thành đội trưởng trẻ nhất trong lịch sử đội tuyển Mỹ vào ngày 20 tháng 11 năm 2018.

## Sự nghiệp câu lạc bộ

### Borussia Dortmund
Pulisic gia nhập đội U-17 Borussia Dortmund từ tháng 2 năm 2015. Tại U-17 Dortmund, anh có 6 bàn thắng và 5 đường chuyền thành bàn. Sau khi được đôn lên đội U-19 Dortmund, anh tiếp tục có thêm 4 bàn thắng và 3 pha kiến tạo. Pulisic bắt đầu có cơ hội thi đấu cho đội một từ tháng 1 năm 2016 sau kỳ nghỉ đông.

#### 2015–16
Ngày 30 tháng 1 năm 2016, Pulisic có trận đấu đầu tiên tại Bundesliga trong trận thắng 2-0trước FC Ingolstadt khi anh được vào sân thay cho Adrián Ramos ở phút 68.
Pulisic có được bàn thắng đầu tiên tại Bundesliga vào ngày 17 tháng 4 năm 2016 và đây là bàn mở tỉ số trong thắng lợi 3-0 trước Hamburger SV. Bàn thắng này giúp anh trở thành cầu thủ nước ngoài trẻ nhất ghi bàn tại Bundesliga ở tuổi 17 và 212 ngày. 6 ngày sau đó, anh tiếp tục ghi bàn trong trận đấu với VfB Stuttgart và nhờ vậy trở thành cầu thủ trẻ nhất có được 2 bàn thắng trong lịch sử Bundesliga.

#### 2016–17
Pulisic trở thành cầu thủ Dortmund trẻ nhất ra sân tại UEFA Champions League trong trận thắng Legia Warszawa 6-0 ngày 15 tháng 9 năm 2016. Trong trận đấu sau đó khi trở lại Bundesliga, Pulisic có bàn thắng đầu tiên trong mùa giải và hai đường chuyền thành bàn giúp Dortmund đè bẹp Darmstadt 98 6-0. Ngày 27 tháng 9, sau khi vào sân từ ghế dự bị trong trận đấu tại Champions League với Real Madrid, Pulisic có pha đi bóng rồi chuyền cho André Schürrle ghi bàn gỡ hòa 2-2. Trong một lần vào sân thay người khác vào ngày 22 tháng 10, Pulisic ghi một bàn và có một đường chuyền thành bàn để giúp Dortmund giành lại 1 điểm sau khi đã thua trước FC Ingolstadt 3–1.
Tháng 1 năm 2017, Pulisic ký hợp đồng mới với Dortmund cho đến ngày 30 tháng 6 năm 2020. Ngày 8 tháng 3 năm 2017, Pulisic ghi bàn thắng đầu tiên tại UEFA Champions League trong chiến thắng 4–0 trước Benfica tại vòng 16 đội để trở thành cầu thủ trẻ nhất lịch sử câu lạc bộ ghi bàn tại đấu trường này, ở 18 tuổi 5 tháng 18 ngày. Anh còn có một đường kiến tạo cho Pierre-Emerick Aubameyang trong trận này.
Ngày 27 tháng 5 năm 2017, Pulisic là người đem về quả phạt đền để Aubameyang ghi bàn ấn định chiến thắng 2-1 trong trận chung kết Cúp bóng đá Đức 2017 với Eintracht Frankfurt. Đây cũng là danh hiệu đầu tiên của Pulisic tại Dortmund.

#### 2017–18
Ngày 5 tháng 8 năm 2017, Pulisic là người ghi bàn mở tỉ số trong trận tranh Siêu cúp Đức với Bayern München. Trận đấu kết thúc với tỉ số 2-2 và München giành chức vô địch sau loạt sút luân lưu. Anh cũng là người ghi bàn thắng đầu tiên tại Bundesliga 2017-18 cho Dortmund và còn có một đường chuyền thành bàn cho Aubameyang để đánh bại VfL Wolfsburg 3-0 vào ngày 19 tháng 8. Ngày 20 tháng 9, anh ấn định chiến thắng 3-0 trước Hamburger SV.

#### 2018–19
Ngày 18 tháng 9 năm 2018, Pulisic ghi bàn thắng duy nhất trong trận đấu với Club Brugge tại vòng bảng UEFA Champions League 2018-19. Bốn ngày sau đó, anh lập công ở phút 84 mang lại 1 điểm cho Dortmund trong cuộc đối đầu với TSG 1899 Hoffenheim tại Bundesliga.

### Chelsea
Ngày 2 tháng 1 năm 2019, Pulisic chính thức hoàn thành việc chuyển nhượng đến Chelsea với phí chuyển nhượng 64 triệu € hay 58 triệu £. Tuy nhiên Pulisic sẽ không gia nhập Chelsea ngay mà ở lại Dortmund theo hợp đồng cho mượn đến hết mùa bóng 2018–19. Với mức phí chuyển nhượng này, Pulisic là thương vụ đắt giá nhứ nhì trong lịch sử Chelsea sau Álvaro Morata và là cầu thủ người Mỹ có giá trị chuyển nhượng cao nhất lịch sử.

#### 2019-20
Ngày 11 tháng 8 năm 2019, Pulisic có trận đấu chính thức đầu tiên cho Chelsea trong trận thua 4–0 trước Manchester United khi anh vào sân thay cho Ross Barkley ở hiệp 2. Ba ngày sau đó, anh ra sân ngay từ đầu trong trận Siêu cúp châu Âu 2019 với Liverpool và chính là anh là người chọc khe cho tiền đạo Oliver Giroud ghi bàn mở tỉ số trận đấu. Liverpool thắng 5-4 trong loạt đá luân lưu sau khi hai đội hòa nhau 2-2 trong 120 phút thi đấu. Ngày 23 tháng 10, khi được vào sân từ ghế dự bị, Pulisic có đường chuyền quyết định giúp Michy Batshuayi ghi bàn thắng duy nhất trong trận đấu với AFC Ajax tại vòng bảng UEFA Champions League 2019-20.
Ngày 26 tháng 10, Pulisic ghi hat-trick hoàn hảo cho Chelsea với ba bàn bằng đầu, chân trái và chân phải, giúp Chelsea hạ chủ nhà Burnley 4-2 ở vòng 10 Ngoại hạng Anh. Đây cũng là những bàn thắng đầu tiên của anh cho Chelsea. Anh là cầu thủ trẻ nhất trong lịch sử Chelsea ghi được hat-trick tại Premier League và là cầu thủ Mỹ thứ hai sau Clint Dempsey làm được điều này tại Premier League. Ngày 2 tháng 11, Pulisic ghi bàn thắng nâng tỉ số lên 2-0 trong chiến thắng thứ năm liên tiếp tại Premier League trước Watford. Một tuần sau đó, anh ấn định chiến thăng 2-0 trước Crystal Palace, bàn thứ năm Pulisic ghi được trong chuỗi ba trận ghi bàn liên tiếp tại Ngoại hạng Anh.
Ngày 27 tháng 11, Pulisic có pha lập công đầu tiên cho Chelsea tại đấu trường UEFA Champions League trong trận hòa 2-2 với Valencia sau khi VAR xác định anh không việt vị trong pha đá nối cận thành ghi bàn. Sau trận đấu ngay ngày đầu năm 2020 với Brighton & Hove Albion, anh bị chấn thương gân chân và phải nghỉ thi đấu 3 tháng. Ngay trong trận đấu đầu tiên tại Ngoại hạng Anh của Chelsea sau khi giải đấu bị tạm hoãn vì dịch bệnh COVID-19 gặp Aston Villa, Pulisic ghi bàn gỡ hòa 1-1 cho Chelsea chỉ 4 phút sau khi vào sân từ ghế dự bị trước khi Olivier Giroud ấn định chiến thắng 2-1 cho Chelsea. Bốn ngày sau đó, anh có pha lập công giúp Chelsea vượt qua Manchester City 2-1 và kết quả này giúp Liverpool vô địch Premier League sau 30 năm.
Ngày 7 tháng 7, Chelsea thắng Crystal Palace 3-2 để vươn lên vị trí thứ ba tại Premier League, trong đó Pulisic là người nâng tỉ số lên 2-0. Trong trận thua 5-3 trước Liverpool ngày 22 tháng 7, sau khi vừa vào sân từ ghế dự bị, anh rê bóng qua ba cầu thủ, rồi căng ngang dọn cỗ cho Tammy Abraham ghi bàn trước khi tự mình ghi thêm một bàn thắng sau đó. Ngày 1 tháng 8, anh ghi bàn mở tỉ số trận Chung kết Cúp FA 2020 với Arsenal nhưng phải rời sân từ đầu hiệp 2 do ấn thương gân kheo. Chấn thương này khép lại mùa giải đầu tiên của anh tại Chelsea với 11 bàn thắng và 10 đường chuyền thành bàn sau 34 trận trên mọi đấu trường.

#### 2020-21
Sau khi Willian rời Chelsea, Pulisic được trao chiếc áo số 10 khi mùa giải 2020-21 bắt đầu. Anh trở lại tập luyện từ ngày 9 tháng 9 sau chấn thương gặp phải vào tháng 8 nhưng phải đến ngày 3 tháng 10 anh mới lần đầu tiên được ra sân trong mùa giải từ ghế dự bị trong trận thắng 4-0 trước Crystal Palace. Ngày 28 tháng 10, Pulisic vào sân từ ghế dự bị và ghi bàn thắng đầu tiên trong mùa giải ấn định chiến thắng 4–0 tại Champions League trước Krasnodar.
Ngày 5 tháng 12, Pulisic có pha lập công đầu tiên tại Giải bóng đá Ngoại hạng Anh 2019–20 ở phút 93 chiến thắng 3-1 trước Leeds United. Bàn thắng này cũng giúp anh trở thành cầu thủ Mỹ trẻ nhất đạt đến cột mốc 10 bàn thắng tại Premier League. Ngày 3 tháng 4 năm 2021,  Pulisic ghi bàn thắng mở tỉ số trận đấu với West Bromwich Albion nhưng chiếc thẻ đỏ của trung vệ Thiago Silva khiến Chelsea để thua ngược 5-2. Một tuần sau đó, Pulisic lập cú đúp trong trận Chelsea thắng Crystal Palace 4–1 tại Selhurst Park.
Ngày 27 tháng 4, Pulisic mở tỉ số trong trận bán kết lượt đi UEFA Champions League 2020-21 với Real Madrid giúp anh trở thành cầu thủ Mỹ đầu tiên và cũng là cầu thủ trẻ nhất của Chelsea ghi bàn ở vòng bán kết giải đấu này. Trong trận lượt về ngày 5 tháng 5, Chelsea thắng Real Madrid 2-0 để đi tiếp với tổng tỷ số 3-1 và tạo ra trận chung kết toàn Anh ở Champions League, trong đó Pulisic vào sân từ phút 67 là người chuyền bóng quyết định cho Mason Mount ấn định tỷ số trận lượt về. Anh vào sân tử ghế dự bị trong cả hai trận chung kết Cúp FA với Leicester City và chung kết UEFA Champions League với Manchester City, và cùng Chelsea về đích trên đỉnh của châu Âu sau chiến thắng 1-0 trước Manchester City. Anh cũng là cầu thủ người Mỹ đầu tiên được ra sân tại một trận chung kết Champions League.

#### 2021-22
Pulisic ghi bàn thắng ngay trong trận mở màn Premier League 2021-22 thắng Crystal Palace 3-0. Chấn thương mắt cá chân gặp phải trong trận đấu tại vòng loại World Cup 2022 với Honduras ngày 8 tháng 9 khiến anh phải ngồi ngoài đến tận ngày 2 tháng 11 khi vào sân 17 phút cuối trận đấu vòng bảng UEFA Champions League 2021-22 với Malmö FF.
Ngày 2 tháng 1 năm 2022, bị dẫn trước 2-0, Chelsea vẫn cầm hoà đội khách Liverpool 2-2 với bàn ấn định tỷ số của Pulisic để giữ nhì bảng Ngoại hạng Anh. Trong trận chung kết FIFA Club World Cup 2021 với Palmeiras, Pulisic được vào sân từ ghế dự bị ở phút 31 thay Mason Mount bị chấn thương và đã cùng Chelsea giành danh hiệu vô địch FIFA Club World Cup lần đầu tiên.

#### 2022-23
Ngày 8 tháng 10 năm 2022, Pulisic có bàn thắng đầu tiên trong mùa giải 2022-23 khi nâng tỉ số lên 2-0 trong chiến thắng 3-0 trước Wolverhampton..

### AC Milan
Vào ngày 13 tháng 7 năm 2023, Pulisic hoàn tất vụ chuyển nhượng đến câu lạc bộ Serie A AC Milan theo hợp đồng 4 năm có thời hạn đến ngày 30 tháng 6 năm 2027, và được trao chiếc áo số 11 trước đó của Zlatan Ibrahimović. Việc chuyển nhượng được thực hiện thông qua một thỏa thuận trị giá tối đa 22 triệu euro.

#### 2023–24: Mùa giải đầu tiên ở Ý
Vào ngày 21 tháng 8, Pulisic có trận ra mắt Serie A cho Milan, ghi bàn thắng thứ hai cho câu lạc bộ trong chiến thắng 2–0 trước Bologna, giúp anh trở thành người Mỹ đầu tiên ghi bàn ở năm giải đấu ở châu Âu. Trong trận đấu tiếp theo vào ngày 26 tháng 8, anh mở tỷ số cho Milan thắng 4–1 trên sân nhà trước Torino,dẫn đến việc anh ấy được vinh danh trong giải thưởng cầu thủ hay nhất tháng 8 của câu lạc bộ . Vào ngày 7 tháng 10, Pulisic ghi bàn ấn định chiến thắng ở phút cuối trong chiến thắng kịch tính 1–0 trước Genoa.

## Sự nghiệp đội tuyển quốc gia
Pulisic từng là thành viên của đội U-15 và U-17 Mỹ. Anh cũng là đội trưởng đội tuyển U-17 Mỹ tham dự Giải vô địch bóng đá U-17 thế giới tại Chile, nơi anh có một bàn thắng trong trận đấu với U-17 Croatia.
Ngày 27 tháng 3 năm 2016, Pulisic được huấn luyện viên Jürgen Klinsmann triệu tập vào đội tuyển Mỹ cho trận đấu tại vòng loại World Cup 2018 với Guatemala. Hai ngày sau đó, anh có lần đầu tiên thi đấu cho đội tuyển quốc gia khi được vào sân thay cho Graham Zusi ở phút 81 trận thắng Guatemala 4–0 để trở thành cầu thủ người Mỹ trẻ nhất ra sân tại vòng loại World Cup.
Pulisic là thành viên đội tuyển Mỹ tham dự Copa América Centenario mà Mỹ là nước chủ nhà. Ngày 28 tháng 5 năm 2016, anh ghi bàn thắng thắng đầu tiên trong sự nghiệp cho đội tuyển Mỹ trong trận giao hữu thắng Bolivia 4-0.
Ngày 2 tháng 9 năm 2016, Pulisic ghi một cú đúp và một đường chuyền thành bàn trong trận thắng 6-0 trước Saint Vincent và Grenadines tại vòng loại World Cup 2018 để trở thành cầu thủ Mỹ trẻ nhất ghi bàn tại vòng loại World Cup và lập được cú đúp. Ngày 8 tháng 6 năm 2017, Pulisic ghi cả hai bàn thắng trong trận thắng Trinidad và Tobago 2-0. Trong hai trận cuối cùng tại vòng loại World Cup 2018 thắng Panama 4-0 và thua Trinidad và Tobago 1-2, anh ghi thêm mỗi trận một bàn để có thành tích tổng cộng 5 bàn sau khi kết thúc vòng loại. Tuy nhiên đội tuyển Mỹ không giành được tấm vé tham dự World Cup 2018.
Ngày 20 tháng 11 năm 2018, Pulisic trở thành đội trưởng đội tuyển Mỹ trẻ nhất trong lịch sử ở 20 tuổi và 63 ngày trong trận giao hữu với Ý.
Ngày 9 tháng 11 năm 2022, huấn luyện viên trưởng đội tuyển Mỹ Gregg Berhalter công bố danh sách 26 cầu thủ Mỹ tham dự World Cup 2022 tại Qatar có Pulisic. Trong trận ra quân bảng B ngày 21 tháng 11 gặp Wales, Pulisic chọc khe cho Timothy Weah ghi bàn mở tỷ số trận đấu nhưng chung cuộc Mỹ hòa Wales 1-1. Đến trận đấu cuối cùng quyết định tấm vé vào vòng 16 đội với Iran, Mỹ giành chiến thắng 1-0 nhờ pha làm bàn của Pulisic nhưng cá nhân anh phải rời sân ở phút 46 vì chấn thương. Pulisic kịp trở lại trong trận đấu vòng 16 đội gặp Hà Lan và đóng góp một đường chuyền thành bàn nhưng đội tuyển Mỹ vẫn phải dừng bước với thất bại chung cuộc 3-1..
Trong Vòng chung kết Giải bóng đá các quốc gia CONCACAF 2023, Pulisic đã ghi một cú đúp vào lưới Mexico ở bán kết và được trao giải Cầu thủ xuất sắc nhất trận đấu. Hoa Kỳ đã đánh bại Canada 2–0 trong trận chung kết, giúp anh giành được chiếc cúp Nations League thứ hai liên tiếp. Anh được trao giải Cầu thủ xuất sắc nhất giải đấu 2022–23.

## Thống kê sự nghiệp

### Câu lạc bộ
Tính đến 25 tháng 5 năm 2024
| Câu lạc bộ          | Mùa giải            | Giải đấu            | Giải đấu | Giải đấu | Cúp quốc gia | Cúp quốc gia | Cúp liên đoàn | Cúp liên đoàn | Châu Âu | Châu Âu | Khác | Khác | Tổng cộng | Tổng cộng |
| Câu lạc bộ          | Mùa giải            | Hạng                | Trận     | Bàn      | Trận         | Bàn          | Trận          | Bàn           | Trận    | Bàn     | Trận | Bàn  | Trận      | Bàn       |
| ------------------- | ------------------- | ------------------- | -------- | -------- | ------------ | ------------ | ------------- | ------------- | ------- | ------- | ---- | ---- | --------- | --------- |
| Borussia Dortmund   | 2015–16             | Bundesliga          | 9        | 2        | 0            | 0            | —             | —             | 3       | 0       | —    | —    | 12        | 2         |
| Borussia Dortmund   | 2016–17             | Bundesliga          | 29       | 3        | 4            | 1            | —             | —             | 10      | 1       | —    | —    | 43        | 5         |
| Borussia Dortmund   | 2017–18             | Bundesliga          | 32       | 4        | 1            | 0            | —             | —             | 8       | 0       | 1    | 1    | 42        | 5         |
| Borussia Dortmund   | 2018–19             | Bundesliga          | 20       | 4        | 3            | 2            | —             | —             | 7       | 1       | —    | —    | 30        | 7         |
| Borussia Dortmund   | Tổng cộng           | Tổng cộng           | 90       | 13       | 8            | 3            | —             | —             | 28      | 2       | 1    | 1    | 127       | 19        |
| Chelsea             | 2019–20             | Premier League      | 25       | 9        | 2            | 1            | 2             | 0             | 4       | 1       | 1    | 0    | 34        | 11        |
| Chelsea             | 2020–21             | Premier League      | 27       | 4        | 6            | 0            | 0             | 0             | 10      | 2       | —    | —    | 43        | 6         |
| Chelsea             | 2021–22             | Premier League      | 22       | 6        | 4            | 0            | 3             | 0             | 7       | 2       | 2    | 0    | 38        | 8         |
| Chelsea             | 2022–23             | Premier League      | 24       | 1        | 0            | 0            | 1             | 0             | 5       | 0       | —    | —    | 30        | 1         |
| Chelsea             | Tổng cộng           | Tổng cộng           | 98       | 20       | 12           | 1            | 6             | 0             | 26      | 5       | 3    | 0    | 145       | 26        |
| AC Milan            | 2023–24             | Serie A             | 36       | 12       | 2            | 0            | —             | —             | 12      | 3       | —    | —    | 50        | 15        |
| Tổng cộng sự nghiệp | Tổng cộng sự nghiệp | Tổng cộng sự nghiệp | 224      | 45       | 22           | 4            | 7             | 0             | 65      | 10      | 4    | 1    | 322       | 60        |

1. ↑  Số lần ra sân tại UEFA Europa League
2. 1 2 3 4 5 6  Số lần ra sân tại UEFA Champions League
3. ↑  Năm lần ra sân tại UEFA Champions League, ba lần ra sân tại UEFA Europa League
4. ↑  Ra sân tại DFL-Supercup
5. ↑  Ra sân tại UEFA Super Cup
6. ↑  Một lần ra sân tại UEFA Super Cup, một lần râ sân tại FIFA Club World Cup
7. ↑  Sáu lần ra sân và một bàn thắng tại UEFA Champions League, sáu lần ra sân và hai bàn thắng tại UEFA Europa League

### Quốc tế
Tính đến 1 tháng 7 năm 2024
| Hoa Kỳ    | Hoa Kỳ | Hoa Kỳ |
| Năm       | Trận   | Bàn    |
| --------- | ------ | ------ |
| 2016      | 11     | 3      |
| 2017      | 9      | 6      |
| 2018      | 3      | 0      |
| 2019      | 11     | 5      |
| 2021      | 8      | 6      |
| 2022      | 14     | 5      |
| 2023      | 8      | 6      |
| 2024      | 7      | 2      |
| Tổng cộng | 71     | 30     |

### Bàn thắng quốc tế
Tính đến 17 tháng 10 năm 2023
| #  | Ngày                 | Địa điểm                                                         | Đối thủ                     | Bàn thắng | Kết quả | Giải đấu                        |
| -- | -------------------- | ---------------------------------------------------------------- | --------------------------- | --------- | ------- | ------------------------------- |
| 1  | 28 tháng 5 năm 2016  | Children's Mercy Park, Thành phố Kansas, Kansas, Hoa Kỳ          | Bolivia                     | 4–0       | 4–0     | Giao hữu                        |
| 2  | 2 tháng 9 năm 2016   | Sân vận động Arnos Vale, Kingstown, Saint Vincent và Grenadines  | Saint Vincent và Grenadines | 4–0       | 6–0     | Vòng loại FIFA World Cup 2018   |
| 3  | 2 tháng 9 năm 2016   | Sân vận động Arnos Vale, Kingstown, Saint Vincent và Grenadines  | Saint Vincent và Grenadines | 6–0       | 6–0     | Vòng loại FIFA World Cup 2018   |
| 4  | 24 tháng 3 năm 2017  | Sân vận động Avaya, San Jose, California, Hoa Kỳ                 | Honduras                    | 4–0       | 6–0     | Vòng loại FIFA World Cup 2018   |
| 5  | 3 tháng 6 năm 2017   | Sân vận động Rio Tinto, Sandy, Utah, Hoa Kỳ                      | Venezuela                   | 1–1       | 1–1     | Giao hữu                        |
| 6  | 8 tháng 6 năm 2017   | Dick's Sporting Goods Park, Denver, Colorado, Hoa Kỳ             | Trinidad và Tobago          | 1–0       | 2–0     | Vòng loại FIFA World Cup 2018   |
| 7  | 8 tháng 6 năm 2017   | Dick's Sporting Goods Park, Denver, Colorado, Hoa Kỳ             | Trinidad và Tobago          | 2–0       | 2–0     | Vòng loại FIFA World Cup 2018   |
| 8  | 6 tháng 10 năm 2017  | Sân vận động Orlando City, Orlando, Florida, Hoa Kỳ              | Panamá                      | 1–0       | 4–0     | Vòng loại FIFA World Cup 2018   |
| 9  | 10 tháng 10 năm 2017 | Sân vận động Ato Boldon, Couva, Trinidad và Tobago               | Trinidad và Tobago          | 1–2       | 1–2     | Vòng loại FIFA World Cup 2018   |
| 10 | 26 tháng 3 năm 2019  | Sân vận động BBVA, Houston, Texas, Hoa Kỳ                        | Chile                       | 1–1       | 1–1     | Giao hữu                        |
| 11 | 22 tháng 6 năm 2019  | Sân vận động FirstEnergy, Cleveland, Ohio, Hoa Kỳ                | Trinidad và Tobago          | 3–0       | 6–0     | CONCACAF Gold Cup 2019          |
| 12 | 3 tháng 7 năm 2019   | Sân vận động Nissan, Nashville, Tennessee, Hoa Kỳ                | Jamaica                     | 2–0       | 3–1     | CONCACAF Gold Cup 2019          |
| 13 | 3 tháng 7 năm 2019   | Sân vận động Nissan, Nashville, Tennessee, Hoa Kỳ                | Jamaica                     | 3–1       | 3–1     | CONCACAF Gold Cup 2019          |
| 14 | 11 tháng 10 năm 2019 | Audi Field, Washington D.C., Hoa Kỳ                              | Cuba                        | 7–0       | 7–0     | CONCACAF Nations League 2019–20 |
| 15 | 28 tháng 3 năm 2021  | Windsor Park, Belfast, Bắc Ireland                               | Hoa Kỳ                      | 2–0       | 2–1     | Giao hữu                        |
| 16 | 6 tháng 6 năm 2021   | Empower Field tại Mile High, Denver, Colorado, Hoa Kỳ            | México                      | 3–2       | 3–2     | CONCACAF Nations League 2019–20 |
| 17 | 12 tháng 11 năm 2021 | Sân vận động TQL, Cincinnati, Ohio, Hoa Kỳ                       | México                      | 1–0       | 2–0     | Vòng loại FIFA World Cup 2022   |
| 18 | 2 tháng 2 năm 2022   | Allianz Field, Saint Paul, Minnesota, Hoa Kỳ                     | Honduras                    | 3–0       | 3–0     | Vòng loại FIFA World Cup 2022   |
| 19 | 27 tháng 3 năm 2021  | Sân vận động Exploria, Orlando, Florida, Hoa Kỳ                  | Panamá                      | 1–0       | 5–1     | Vòng loại FIFA World Cup 2022   |
| 20 | 27 tháng 3 năm 2021  | Sân vận động Exploria, Orlando, Florida, Hoa Kỳ                  | Panamá                      | 4–0       | 5–1     | Vòng loại FIFA World Cup 2022   |
| 21 | 27 tháng 3 năm 2021  | Sân vận động Exploria, Orlando, Florida, Hoa Kỳ                  | Panamá                      | 5–0       | 5–1     | Vòng loại FIFA World Cup 2022   |
| 22 | 29 tháng 11 năm 2022 | Sân vận động Al Thumama, Doha, Qatar                             | Iran                        | 1–0       | 1–0     | FIFA World Cup 2022             |
| 23 | 24 tháng 3 năm 2023  | Sân vận động Kirani James Athletic, St. George's, Grenada        | Grenada                     | 5–1       | 7–1     | CONCACAF Nations League 2022–23 |
| 24 | 15 tháng 6 năm 2023  | Sân vận động Allegiant, Paradise, Nevada, Hoa Kỳ                 | México                      | 1–0       | 3–0     | CONCACAF Nations League 2022–23 |
| 25 | 15 tháng 6 năm 2023  | Sân vận động Allegiant, Paradise, Nevada, Hoa Kỳ                 | México                      | 2–0       | 3–0     | CONCACAF Nations League 2022–23 |
| 26 | 9 tháng 9 năm 2023   | CityPark, St. Louis, Missouri, Hoa Kỳ                            | Uzbekistan                  | 3–0       | 3–0     | Giao hữu                        |
| 27 | 14 tháng 10 năm 2023 | Sân vận động Pratt & Whitney, East Hartford, Connecticut, Hoa Kỳ | Đức                         | 1–0       | 1–3     | Giao hữu                        |
| 28 | 17 tháng 10 năm 2023 | Geodis Park, Nashville, Tennessee, Hoa Kỳ                        | Ghana                       | 2–0       | 4–0     | Giao hữu                        |
| 29 | 12 tháng 6 năm 2024  | Sân vận động Camping World, Orlando, Hoa Kỳ                      | Brasil                      | 1–1       | 1–1     | Giao hữu                        |
| 30 | 23 tháng 6 năm 2024  | Sân vận động AT&T, Arlington, Texas, Hoa Kỳ                      | Bolivia                     | 1–0       | 2–0     | Copa América 2024               |

## Danh hiệu
Borussia Dortmund
- DFB-Pokal: 2016–17

Chelsea
- UEFA Champions League: 2020–21
- UEFA Super Cup: 2021
- FIFA Club World Cup: 2021

Hoa Kỳ
- CONCACAF Nations League: 2019–20, 2022–23, 2023–24

## Cuộc sống cá nhân
Gia đình của Pulisic có gốc gác Croatia. Ông nội của anh, Mate Pulišić, sinh ra tại đảo Olib. Nhờ việc ông nội vẫn có quốc tịch Croatia, anh đủ diều kiện nhập tịch quê hương gốc để có hộ chiếu châu Âu và được sớm gia nhập Dortmund ở tuổi 16 thay vì 18 theo luật lao động của Đức.